# Frederic Tracy Hubbard
Frederic Tracy Hubbard (28 de septiembre de 1875 - 23 de abril de 1962) fue un botánico y notable agrostólogo estadounidense. Por muchos años fue Asistente Botánico en el "Museo Botánico" de la Universidad Harvard.
Estudió tres años forestales en la Universidad de Múnich.

## Algunas publicaciones

### Libros
- 2011. A Taxonomic Study of Setaria Italic. Reimpreso por BiblioBazaar, 40 pp. ISBN 1245012614

- 1936. The genus Epidendrum in the United States and Middle America. Con Oakes Ames, Charles Schweinfurth. Ed. Botanical museum, 233 pp.

- 1915. A Taxonomic Study Of Setaria Italica And Its Immediate Allies. Ed. Kessinger Publish. 36 pp. ISBN 1-120-13263-0

- 1913. On Eragrostis Cilianensis (All.) Vignolo Lutati. Ed. Bureau of Print. 3 pp.

## Honores

### Eponimia
- (Poaceae) Hubbardia Bor[1]
- La abreviatura «F.T.Hubb.» se emplea para indicar a Frederic Tracy Hubbard como autoridad en la descripción y clasificación científica de los vegetales.[2]